# Classification des automobiles
 (août 2018).
Si vous disposez d'ouvrages ou d'articles de référence ou si vous connaissez des sites web de qualité traitant du thème abordé ici, merci de compléter l'article en donnant les références utiles à sa vérifiabilité et en les liant à la section « Notes et références ».

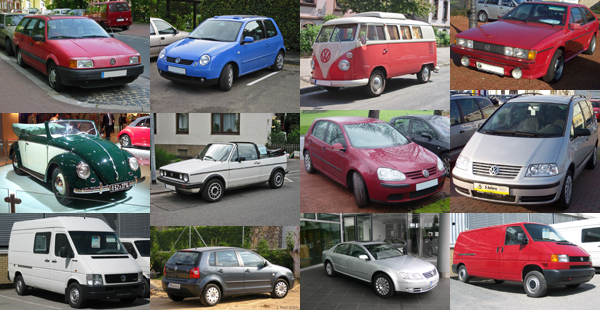
Automobiles de différents segments.

Les automobiles peuvent être classées selon divers critères pour des raisons réglementaires ou un but descriptif: la taille, le poids, le type d'usage, la forme de leur carrosserie, le type de carburant, la motorisation, le type de transmission, l'autonomie, leur niveau d'équipement, leur niveau de normes d'émissions, leur niveau de personnalisation ou de transformation.
La classification légale permet assez simplement de définir une voiture à partir d'un seuil qui permet de distinguer une voiture d'un poids-lourd ou une voiture d'un quadricycle, mais elle prend aussi en compte l'usage tel que le nombre de personnes transportés ou la quantité de biens transportables.
Évidemment, chaque modèle/type d'automobile possède une appellation commerciale particulière pour le distinguer des autres.
Les appellations qui correspondent à une description usuelle plus que réglementaire sont moins normées et varient plus facilement, notamment pour des considérations commerciales.
De plus, les classes vont différer d'un marché à l'autre. Ainsi les catégories en Amérique du Nord et en Europe diffèrent car les constructeurs et la demande de chacun de ces deux marchés sont historiquement différents.

## Définition de la voiture
Selon la réglementation européenne, on entend par voiture particulière ou véhicule utilitaire un véhicule de moins de 3,5 tonnes de PTAC, également connu sur la dénomination M1 dans de nombreux accords internationaux ;
Selon la réglementation des États-Unis, on entend par voiture particulière ou véhicule utilitaire un véhicule de moins de 8 500 livres, soit 3 856 kilogrammes. Il existe aussi des limites à 4 536 kg. ;
Plus récemment, on trouve également ce genre de limite dans certains règlements inscrits au registre mondial, selon l'accord de 1998 : 4 536 kg dans le règlement 8 (ESC) ou 3 500 kilogrammes dans le règlement WLTP.

## Taille
La taille de l'automobile et le poids du véhicule sont des critères prépondérants pour le choix, la conception et le classement d'une voiture. Les automobiles des différentes marques commercialisées sur le marché mondial peuvent être classées par groupe appelé aussi segment. Chaque segment regroupe les automobiles ayant des tailles similaires et l'on peut dire :
- À chaque segment correspond un type d'usage ;
- Les automobiles d'un même segment ont des prix de vente relativement proches.

Il existe une différence marquée de la segmentation ou catégorisation entre l'Amérique du Nord et l'Europe, principalement due aux types de modèle différents sur les 2 continents. Cependant, dans les deux cas, les constructeurs automobiles proposant à leur catalogue au moins un des véhicules dans chacun des segments sont appelés des constructeurs généralistes (par exemple : Peugeot, Citroën, Renault, Fiat, Ford, Volkswagen, General Motors, Toyota, etc). Les constructeurs d'automobiles ne proposant qu'un nombre limité de segments sont appelés constructeurs spécialistes (Ferrari, Land Rover, Smart etc).

### Amérique du Nord
Pour des fins de comparaison énergétique, les États-Unis et le Canada définissent certaines catégories de véhicules.
Aux États-Unis, l'Environmental Protection Agency (EPA) défini dans son règlement (Code fédéral, Section 40--Protection of Environment, Section 600.315-82) : 
| Segment                           | Mini-Micro | Sous-compacte | Compacte    | Intermédiaire | Grosse voiture | Petite fourgonnette | Fourgonnette moyenne | Grosse fourgonnette |
| Volume intérieur (en pieds cubes) | sous 85    | 85 à 99,9     | 100 à 109,9 | 110 à 119,9   | 120 à 129      | 130 à 159           | 130 à 160            | plus de 160         |

Au Canada, c'est Ressources naturelles Canada qui définit les catégories suivantes :
| Segment                      | Mini-Micro | Sous-compacte | Compacte      | Intermédiaire | Grosse voiture |
| Volume intérieur (en litres) | indéfini   | sous 2 830    | 2 830 à 3 115 | 3 115 à 3 400 | plus de 3 400  |

### Europe
En Europe, des segments sont définis par des lettres de l'alphabet sans formalisme excessif :
- Segment A : minis citadines
- Segment B : citadines polyvalentes
- Segment C ou M1 : compactes
- Segment D ou M2 : familiales
- Segment E ou H1 : intermédiaires ou routières
- Segment F ou H2 : berlines de luxe (plus de 5,00 m de longueur)
- Segment S : coupés sportifs
- Segment M : monospaces ou MPV
- Segment J : sport utility vehicle (SUV) et tout-terrains : petits et gros

## Carrosserie

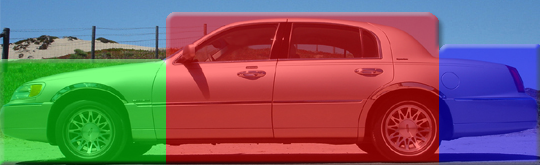
Les trois sections d'une berline quatre portes tricorps

En plus de sa taille, une automobile peut être distinguée par sa forme de carrosserie et du nombre d'ouvrants (portes et coffre à bagages). Aujourd'hui, on peut presque trouver dans chaque segment de véhicule plusieurs des formes de carrosserie que l'on divise selon :
- la forme de carrosserie (monocorps, bicorps et tricorps) ;
- le nombre de portes (de zéro à cinq) ;
- les types standards alliant forme et nombre de portes (berline, break, coupé, cabriolet, roadster, limousine et camionnette).

## Motorisation
- Le moteur à combustion interne :

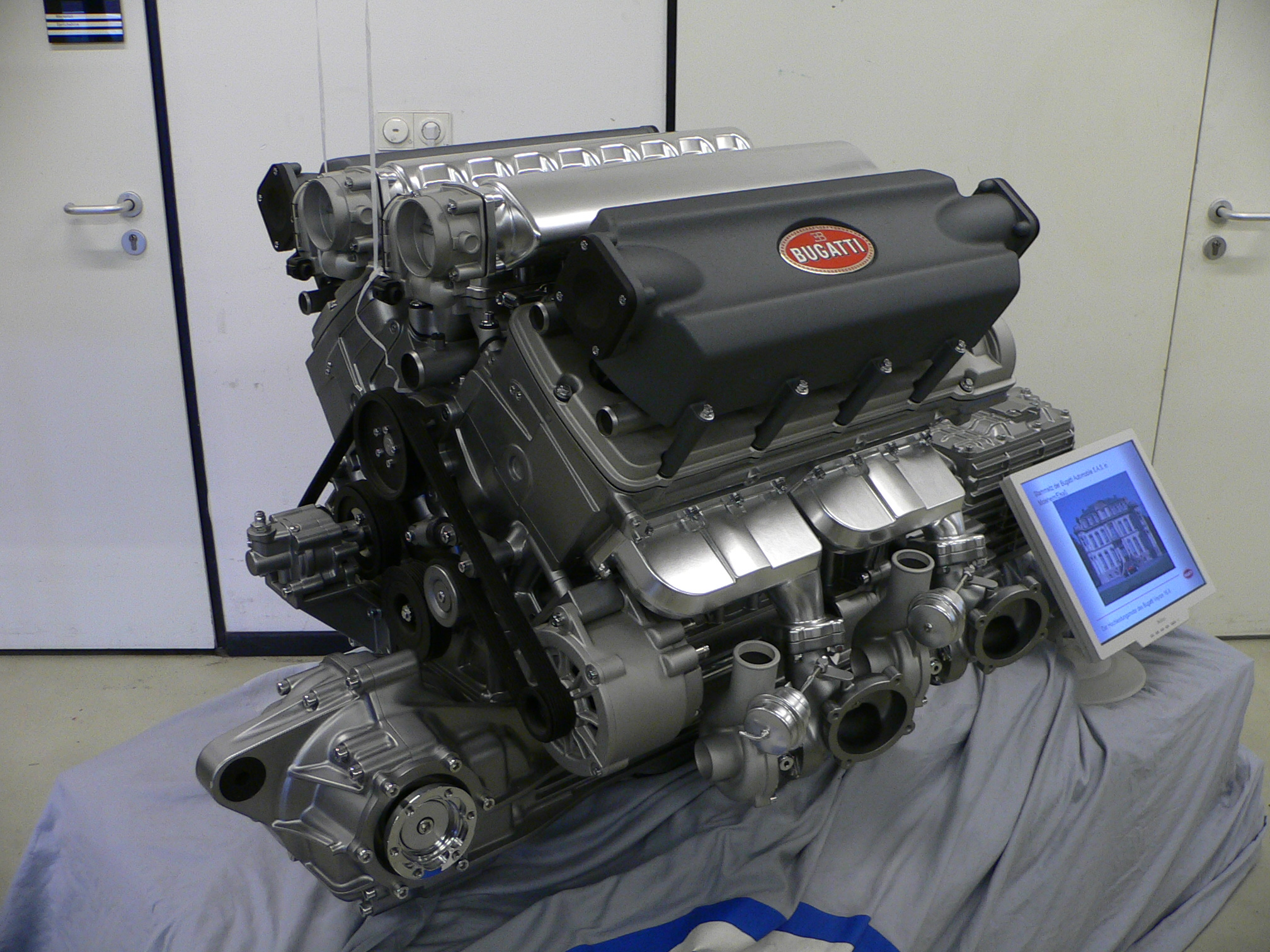
Moteur W16 de la Bugatti Veyron.

  - 1, 2, 3, 4, 5, 6, 8, 10, 12, 16 cylindres
  - cylindres en ligne
  - cylindres opposés (ou à plat)
  - cylindres en V
  - cylindres en W
  - moteur à piston rotatif (moteur Wankel)
  - moteur 2-temps
  - moteur 4-temps
- Le moteur électrique
- Les motorisations hybrides : thermique associé à l'électrique.

### Carburant ou type d'énergie nécessaire au déplacement du véhicule automobile
- Thermique:
  - Gazole
  - Essence
  - GPL
  - Bioéthanol
  - GNV (Gaz naturel pour véhicules)
  - Gazogène (pendant la Seconde Guerre mondiale en France par exemple)
- Électrique
- Hybride (essence + moteur électrique)
- Pile à combustible (prototype)

## Transmission - boîte de vitesses

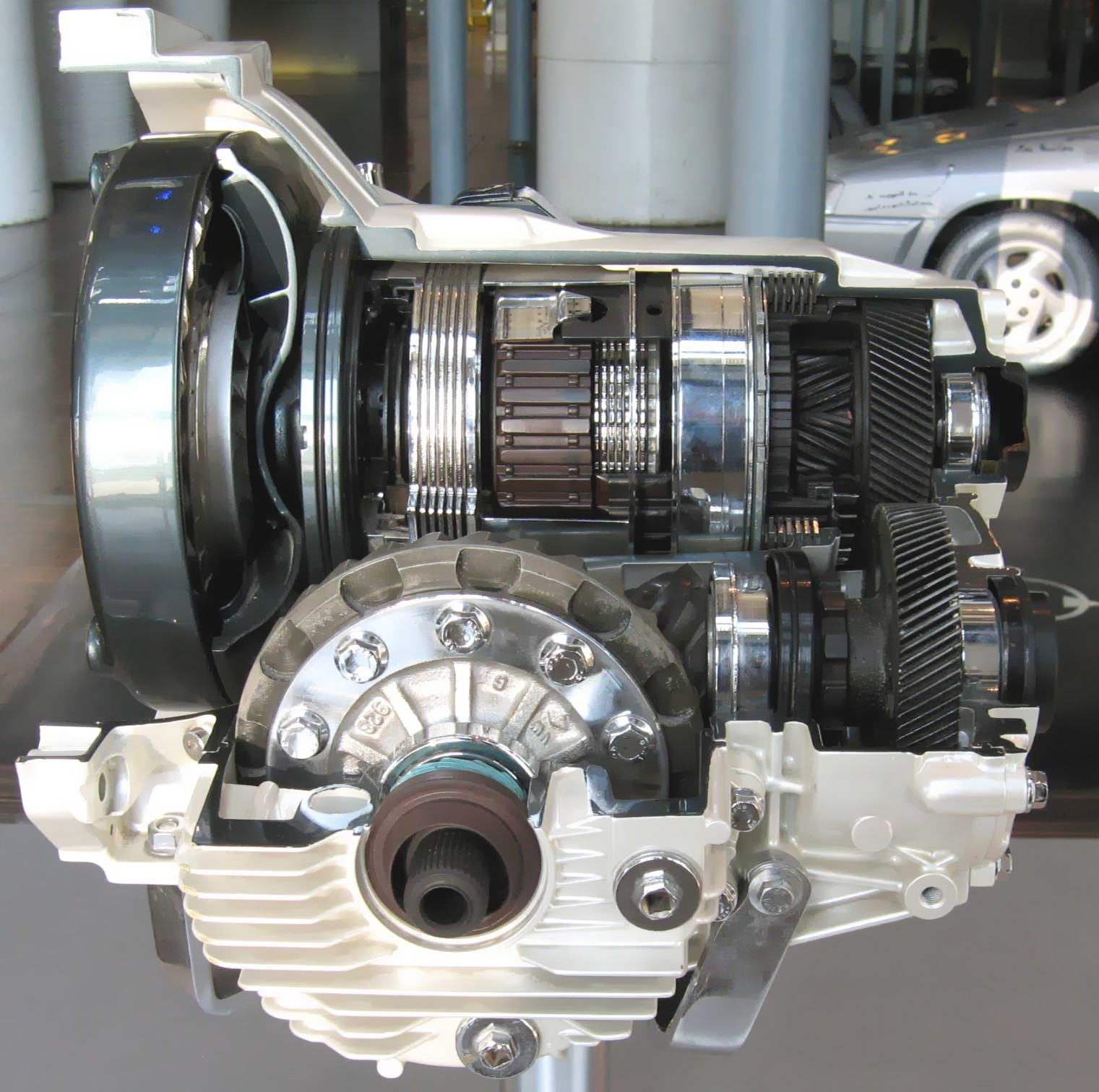
Écorché d'une boîte automatique Renault (musée de la Villette, Paris).

### Boîte de vitesses
- manuelle (ou à commande manuelle)
- boîte de vitesses « manuelle » pilotée
- électromagnétique (Cotal)
- à présélection (Wilson)
- automatique
- Variateur de vitesse mécanique
- boîte de vitesses séquentielle

### Transmission
- Traction (avant)
- Propulsion (par les roues arrière)
- Quatre roues motrices :
  - Traction intégrale temporaire
  - Traction intégrale permanente
  - Traction avant + propulsion électrique

## Équipements de confort et de sécurité
Aujourd'hui les équipements de confort et de sécurité sont des critères importants dans le choix d'une automobile. Il n'existe pas de système de classement des niveaux d'équipements transposable d'une marque d'automobile à une autre. Chaque constructeur détermine sa stratégie en fonction de la clientèle visée.
Le nombre de niveaux d'équipements est donc variable, d'un constructeur à l'autre, d'un modèle à l'autre, généralement associé à un niveau de finition, chaque niveau possédant une appellation commerciale spécifique.
Par exemple : 
- Niveau A : sièges tissu, airbags frontaux,
- Niveau B : sièges velours, airbags frontaux et latéraux, climatisation sans régulation de température,
- Niveau C : sièges velours, airbags frontaux et latéraux, climatisation avec régulation de température,
- Niveau D : sièges cuir, airbags frontaux et latéraux, climatisation avec régulation de température, système audio à 6 haut-parleurs.

Il existe une relation étroite entre le type de motorisation et les niveaux de finition et équipements disponibles. Il n'est généralement pas possible d'acheter une automobile avec une motorisation bas de gamme et un niveau de finition haut de gamme (et inversement). Pour permettre la personnalisation du véhicule, les constructeurs proposent des options qui permettent d'obtenir des équipements supplémentaires sans passer au niveau d'équipement supérieur.
Dans le langage courant, et compte tenu de la multiplicité des niveaux d'équipements pour l'ensemble des automobiles, nous utilisons une terminologie plus vague que celle des constructeurs pour désigner les niveaux d'équipement. On parle souvent de « bas de gamme », « milieu de gamme », « haut de gamme ».

## Personnalisation et transformation des automobiles
Les automobiles sont des produits manufacturés en grande série et malgré les différentes possibilités de personnalisation offertes par le constructeur, un nombre croissant de nos contemporains souhaitent une automobile encore plus personnalisée. On distingue les transformations à usage pratique des transformations à usage plastique.
Les constructeurs précisent parfois que des transformations peuvent annuler la garantie du véhicule.
D'un côté il existe des professionnels indépendants des constructeurs qui proposent à partir d'une automobile de série (de tourisme ou utilitaire) des transformations pour l'adapter à un usage particulier. Bien souvent, l'étendue de cette transformation déclasse le véhicule de sa catégorie :
- véhicule sanitaire
- véhicule auto-école
- véhicule ambulance
- camping-car
- fourgons réfrigérés
- pompes funèbres
- mise en place d'un kit 4x4
- transformation du type d'énergie (transformateur GPL, conversion au E85)
- blindage
- limousine
- etc.

De l'autre côté, les préparateurs, affiliés ou non avec un constructeur automobile, proposent des préparations de voitures (généralement haut de gamme) : il s'agit d'effectuer des modifications sur la voiture dans le but de lui donner une apparence plus sportive et/ou d'augmenter ses performances.